# Handball-Bayernliga 2019/20
Die Handball-Bayernliga 2019/20 wurde unter dem Dach des „Bayerischen Handballverbandes“ (BHV) organisiert und ist die höchste Spielklasse des Landesverbandes Bayern. Die Bayernliga ist nach der Bundesliga, der 2. Bundesliga und der 3. Liga eine der vierthöchsten Spielklassen im deutschen Handball.

## Saisonverlauf

### Modus
Im Verlaufe der Saison traten die 14 Mannschaften der Bayernliga jeweils in Hin- und Rückspiel gegeneinander an. Nach Abschluss der daraus resultierenden 26 Spieltage stieg der Staffelerste in die 3. Liga auf, während je nach Anzahl der Absteiger aus der 3. Liga die letztplatzierten zwei bis fünf Mannschaften in die beiden Staffeln der Landesliga absteigen mussten. Bei Punktgleichheit galt der direkte Vergleich. Dieser Modus war für Männer und Frauen gleich.

## Teilnehmer und Abschlusstabellen
Nicht mehr dabei waren der Auf- und die Absteiger aus der Vorsaison. Neu hinzu kamen die Absteiger (A) aus der 3. Liga Süd und die Aufsteiger (N) aus den Landesligen. Im Verlaufe der Saison traten vierzehn Mannschaften in der Bayernliga an.
Aufgrund der abgebrochenen Hauptrunde setzt sich die Tabelle aus den bis zum 21. April 2021 gespielten Partien zusammen. Die Platzierungen erfolgten nach der Quotienten-Regel (Punkte durch Spiele) mit zwei Nachkommastellen. In diesem Zusammenhang wurde auch die Abstiegsregel aufgehoben. Die TG Heidingsfeld hatte sich freiwillig aus der Liga zurückgezogen, um in der BOL-Unterfranken einen Neuanfang zu beginnen.

### Männer
|     | Mannschaft                 | Spiele | Punkte  |
| --- | -------------------------- | ------ | ------- |
| 1.  | VfL Günzburg               | 18     | 28:8    |
| 2.  | HaSpo Bayreuth             | 19     | 29:9    |
| 3.  | TG Landshut                | 19     | 28:10   |
| 4.  | TSV Lohr                   | 18     | 24:12   |
| 5.  | HSC 2000 Coburg II (A)     | 18     | 23:13   |
| 6.  | DJK Waldbüttelbrunn        | 19     | 23:15   |
| 7.  | SG Regensburg              | 18     | 17:19   |
| 8.  | TV 1861 Erlangen-Bruck (A) | 18     | 17:19   |
| 9.  | HT München                 | 19     | 15:23   |
| 10. | TSV Friedberg              | 19     | 14:24   |
| 11. | SV Anzing (N)              | 19     | 10:28   |
| 12. | SG DJK Rimpar              | 18     | 7:29    |
| 13. | TuS Fürstenfeldbruck (N)   | 18     | 5:31    |
| 14. | TG 1861 Heidingsfeld (N)   | –      | Rückzug |

(A) = Absteiger aus der 3. Liga (N) = Neu in der Liga (Aufsteiger)

 Meister und Aufsteiger zur 3. Liga 2020/21
 „Für die Bayernliga 2020/21 qualifiziert“ 
  „In die BOL-Unterfranken zurückgezogen“

### Frauen
|     | Mannschaft                  | Spiele | Punkte |
| --- | --------------------------- | ------ | ------ |
| 1.  | HSG Würm-Mitte (A)          | 20     | 39:1   |
| 2.  | HC Erlangen                 | 20     | 38:2   |
| 3.  | HSV Bergtheim               | 20     | 28:12  |
| 4.  | VfL Günzburg (N)            | 20     | 28:12  |
| 5.  | SG Mintraching/Neutraubling | 20     | 23:17  |
| 6.  | HG Zirndorf                 | 20     | 23:17  |
| 7.  | TSV Ismaning                | 20     | 17:23  |
| 8.  | HaSpo Bayreuth              | 20     | 16:24  |
| 9.  | MTV Stadeln                 | 20     | 14:26  |
| 10. | TSV EBE Forst United (N)    | 20     | 12:28  |
| 11. | TSV Haunstetten II          | 20     | 12:28  |
| 12. | HSG Fichtelgebirge          | 20     | 11:29  |
| 13. | HSG Freising-Neufahrn       | 20     | 10:30  |
| 14. | TSV Winkelhaid (N)          | 20     | 9:31   |

(A) = Absteiger aus der 3. Liga (N) = Neu in der Liga (Aufsteiger)

 Meister und Aufsteiger zur 3. Liga 2020/21
 „Für die Bayernliga 2020/21 qualifiziert“